# Clinopodium vulgare
Il clinopodio dei boschi (Clinopodium vulgare L.) è una pianta erbacea della famiglia Lamiaceae, affine alla menta.

## Descrizione
È una pianta erbacea perenne, a maturità alta dai 30 ai 70 cm, con fusti in parte striscianti e in parte eretti. Ha peli patenti o crespi di 1-1,5 mm.
Le foglie hanno una lamina di forma ovale o lanceolata, con brevissimi dentelli sul margine; a maturità sono larghe da 15 a 23 mm e lunghe da 32 a 46 mm. Hanno un picciolo di 2–6 mm.
L'infiorescenza è composta da alcuni verticillastri, che possono comprendere da 14 a 40 fiori, posti all'ascella delle foglie. Alla base dei fiori sono presenti delle bratteole filiformi larghe 0,2 mm e lunghe 10–13 mm. I fiori hanno un calice gamosepalo di 7–12 mm, con denti lunghi la metà o due terzi del tubo, e una corolla bilabiata lunga 12–14 mm, di colore rosa o porpora. Fiorisce da giugno ad agosto.

## Distribuzione e habitat
Il Clinopodium vulgare cresce in boschi di latifoglie, fino a 1500 m di quota.
Questa pianta ha una distribuzione circumboreale; in Italia la subsp. vulgare è presente su tutto il territorio ad eccezione delle isole, mentre la subsp. arundanum è presente in Sardegna, Sicilia, Toscana, Marche, Friuli-Venezia Giulia, e tutte le regioni del meridione a partire da Molise e Campania.

## Tassonomia
La specie Clinopodium vulgare appartiene al genere Clinopodium della famiglia Lamiaceae.
Si possono distinguere due sottospecie:
- C. vulgare subsp. vulgare, con calice piccolo (da 7 a 9,5 mm), in Italia diffusa soprattutto nelle regioni settentrionali;
- C. vulgare subsp. arundanum (Boiss.) Nyman, con calice maggiore (da 9,5 a 12 mm).

## Usi
È una pianta officinale, le foglie e i fiori hanno proprietà toniche, stimolanti e carminative.